# Энгельберт Клевский
Энгельберт Клевский (фр. Engilbert de Clèves; 26 сентября 1462 — 21 ноября 1506) — французский аристократ, граф Невера, Этампа и Э с 1491 года. Участник Итальянских войн.

## Биография
Энгельберт Клевский родился в 1462 году и стал третьим из пяти сыновей герцога Иоганна I Клевского и Елизаветы Неверской. Его семья владела обширными землями в Германии и Франции. Энгельберт вырос при французском дворе, в 1483 году стал штаттгальтером Утрехта благодаря влиянию старшего брата — Иоганна II, герцога Клевского. Он арестовал местного епископа Давида Бургундского, из-за чего на Утрехт двинул армию Максимилиан Австрийский. Энгельберт на время оказался в плену, но позже получил свободу.
После смерти деда по матери Жана Бургундского в 1491 году Энгельберт стал графом Невера и титулярным графом Этампа. Из-за оставшейся части наследства, графства Ретель, Энгельберт вёл долгую тяжбу со своей тёткой Шарлоттой Неверской и её дочерью Марией д’Альбре, закончившуюся в 1504 году браком между Марией и сыном Энгельберта.
Энгельберт принимал участие в итальянском походе Карла VIII и командовал ландскнехтами в сражении при Форново 6 июля 1495 года. При своём кузене Людовике XII он тоже принимал участие в Итальянских войнах, в частности — во взятии Милана в 1499 году, был французским посланником в Кастилии. В 1505 году Энгельберт стал пэром Франции. Он умер 21 ноября 1506 года и был погребён в Невере.
Семья
Энгельберт Клевский женился 23 февраля 1489 года на Шарлотте де Бурбон, дочери графа Жана II Вандомского и Изабель де Бово. От этого брака родились семеро детей, из которых до взрослых лет дожили только трое:
- Шарль (умер 27 августа 1521), граф Неверский[3];
- Луи (умер в 1545), граф Осерский;
- Франсуа (умер в 1545), священнослужитель[5].